# Йосиф Чешмеджиев
Йосиф Евтимов Чешмеджиев е български композитор, диригент и фолклорист.

## Биография
Роден е на 8 декември 1890 година в град Скопие в семейството на българския свещеник Евтим Чешмеджиев. На 9 години влиза в Българската духовна семинария в Цариград, където учи да свири на духови инструменти при Акзенщайн - капелмайстор на султанския духов оркестър. По-късно поема ръководството на ученически духов оркестър и написва първите си композиции. Започва да учи музика в Солун при Атанас Бадев. През 1909 година заминава за Лайпциг, където учи в консерваторията композиция при Щефан Крел, Макс Регер и Хуго Риман. През 1913 година става учител във Видин, а между 1914 и 1920 година и в Ямбол. Също така учителства в София в периодите 1920-1927 и 1930-1932 година. Междувременно през 1926 година започва да ръководи македонски смесен хор „Шар“. Между 1928 и 1931 година записва народни песни за отдел „Народна музика“ към Народния етнографски музей. От 1925 до 1933 е музикален редактор на вестник „Македония”. До 1934 редактира музикална библиотека „Пантеон“. Създава 2 симфонии, пиеси за оркестър, инструментални пиеси, песни за глас и пиано, масови и естрадни песни.
Негов син е композиторът и диригент Евгени Чешмеджиев.